# Bóng chuyền tại Đại hội Thể thao Đông Nam Á 2017
Môn Bóng chuyền thi đấu tại Đại hội Thể thao Đông Nam Á 2017 sẽ diễn ra tại Trung tâm triển lãm và thương mại quốc tế Malaysia ở Kuala Lumpur.
Đại hội năm 2017 sẽ tham gia thi đấu trong 2 nội dung.

## Lịch thi đấu
Sau đây là lịch thi đấu cho các cuộc thi đấu bóng chuyền:
| P | Vòng sơ loại | ½ | Bán kết | B | Play-off tranh hạng ba | F | Chung kết |

| Nội dung | T2 21 | T3 22 | T4 23 | T5 24 | T6 25 | T7 26 | CN 27 | CN 27 |
| -------- | ----- | ----- | ----- | ----- | ----- | ----- | ----- | ----- |
| Nam      | P     | P     | P     | P     | P     | ½     | B     | F     |
| Nữ       |       |       | P     | P     | P     | ½     | B     | F     |

## Tham dự

### Các quốc gia tham dự

#### Nam
- Campuchia
- Indonesia
- Malaysia
- Myanmar
- Philippines
- Thái Lan
- Đông Timor
- Việt Nam

#### Nữ
- Campuchia
- Indonesia
- Malaysia
- Myanmar
- Philippines
- Thái Lan
- Việt Nam
- Đông Timor

## Nam

### Vòng sơ loại

#### Bảng A
|      |           | Điểm | Trận đấu | Trận đấu | Set | Set | Set   | Điểm | Điểm | Điểm  |
| Hạng | Đội       | Điểm | T        | B        | T   | B   | Tỷ lệ | T    | B    | Tỷ lệ |
| ---- | --------- | ---- | -------- | -------- | --- | --- | ----- | ---- | ---- | ----- |
| 1    | Thái Lan  | 9    | 3        | 0        | 9   | 0   | MAX   | 236  | 184  | 1.283 |
| 2    | Myanmar   | 6    | 2        | 1        | 6   | 5   | 1.200 | 250  | 239  | 1.046 |
| 3    | Malaysia  | 3    | 1        | 2        | 5   | 6   | 0.833 | 257  | 252  | 1.020 |
| 4    | Campuchia | 0    | 0        | 3        | 0   | 9   | 0.000 | 162  | 230  | 0.704 |

#### Bảng B
|      |             | Điểm | Trận đấu | Trận đấu | Set | Set | Set   | Điểm | Điểm | Điểm  |
| Hạng | Đội         | Điểm | T        | B        | T   | B   | Tỷ lệ | T    | B    | Tỷ lệ |
| ---- | ----------- | ---- | -------- | -------- | --- | --- | ----- | ---- | ---- | ----- |
| 1    | Indonesia   | 9    | 3        | 0        | 9   | 1   | 9.000 | 259  | 187  | 1.385 |
| 2    | Việt Nam    | 6    | 2        | 1        | 6   | 3   | 2.000 | 214  | 168  | 1.274 |
| 3    | Philippines | 3    | 1        | 2        | 4   | 6   | 0.667 | 235  | 225  | 1.044 |
| 4    | Đông Timor  | 0    | 0        | 3        | 0   | 9   | 0.000 | 97   | 225  | 0.431 |

### Vòng chung kết
|  | Bán kết    | Bán kết   |               |   | Chung kết | Chung kết |
|  |            |           |               |   |           |           |
|  | 26 tháng 8 |           |               |   |           |           |
|  |            |           |               |   |           |           |
|  | Thái Lan   | 3         |               |   |           |           |
|  | Thái Lan   | 3         | 27 tháng 8    |   |           |           |
|  | Việt Nam   | 2         |               |   |           |           |
|  | Việt Nam   | 2         | Thái Lan      | 3 |           |           |
|  | 26 tháng 8 |           | Thái Lan      | 3 |           |           |
|  |            | Indonesia | 1             |   |           |           |
|  | Indonesia  | Indonesia | 1             | 3 |           |           |
|  | Indonesia  |           |               | 3 |           |           |
|  | Myanmar    | 2         |               |   |           |           |
|  | Myanmar    | 2         | Tranh hạng ba |   |           |           |
|  |            |           |               |   |           |           |
|  | 27 tháng 8 |           |               |   |           |           |
|  |            |           |               |   |           |           |
|  | Việt Nam   | 3         |               |   |           |           |
|  | Việt Nam   | 3         |               |   |           |           |
|  | Myanmar    | 0         |               |   |           |           |

## Nữ

### Vòng sơ loại

#### Bảng A
|      |           | Điểm | Trận đấu | Trận đấu | Set | Set | Set   | Điểm | Điểm | Điểm  |
| Hạng | Đội       | Điểm | T        | B        | T   | B   | Tỷ lệ | T    | B    | Tỷ lệ |
| ---- | --------- | ---- | -------- | -------- | --- | --- | ----- | ---- | ---- | ----- |
| 1    | Thái Lan  | 6    | 2        | 0        | 6   | 0   | MAX   | 150  | 75   | 2.000 |
| 2    | Indonesia | 3    | 1        | 1        | 3   | 3   | 1.000 | 119  | 107  | 1.112 |
| 3    | Myanmar   | 0    | 0        | 2        | 0   | 6   | 0.000 | 63   | 150  | 0.420 |

#### Bảng B
|      |             | Điểm | Trận đấu | Trận đấu | Set | Set | Set   | Điểm | Điểm | Điểm  |
| Hạng | Đội         | Điểm | T        | B        | T   | B   | Tỷ lệ | T    | B    | Tỷ lệ |
| ---- | ----------- | ---- | -------- | -------- | --- | --- | ----- | ---- | ---- | ----- |
| 1    | Việt Nam    | 6    | 2        | 0        | 6   | 0   | MAX   | 151  | 94   | 1.606 |
| 2    | Philippines | 3    | 1        | 1        | 3   | 3   | 1.000 | 134  | 121  | 1.107 |
| 3    | Malaysia    | 0    | 0        | 2        | 0   | 6   | 0.000 | 80   | 150  | 0.533 |

### Vòng chung kết
|  | Bán kết     | Bán kết   |               |   | Chung kết | Chung kết |
|  |             |           |               |   |           |           |
|  | 26 tháng 8  |           |               |   |           |           |
|  |             |           |               |   |           |           |
|  | Thái Lan    | 3         |               |   |           |           |
|  | Thái Lan    | 3         | 27 tháng 8    |   |           |           |
|  | Philippines | 0         |               |   |           |           |
|  | Philippines | 0         | Thái Lan      | 3 |           |           |
|  | 26 tháng 8  |           | Thái Lan      | 3 |           |           |
|  |             | Indonesia | 0             |   |           |           |
|  | Indonesia   | Indonesia | 0             | 3 |           |           |
|  | Indonesia   |           |               | 3 |           |           |
|  | Việt Nam    | 2         |               |   |           |           |
|  | Việt Nam    | 2         | Tranh hạng ba |   |           |           |
|  |             |           |               |   |           |           |
|  | 27 tháng 8  |           |               |   |           |           |
|  |             |           |               |   |           |           |
|  | Philippines | 1         |               |   |           |           |
|  | Philippines | 1         |               |   |           |           |
|  | Việt Nam    | 3         |               |   |           |           |

## Tóm tắt huy chương

### Bảng huy chương
| Hạng               | Đoàn               | Vàng | Bạc | Đồng | Tổng số |
| ------------------ | ------------------ | ---- | --- | ---- | ------- |
| 1                  | Thái Lan           | 2    | 0   | 0    | 2       |
| 2                  | Indonesia          | 0    | 2   | 0    | 2       |
| 3                  | Việt Nam           | 0    | 0   | 2    | 2       |
| Tổng số (3 đơn vị) | Tổng số (3 đơn vị) | 2    | 2   | 2    | 6       |

### Danh sách huy chương
| Nội dung | Vàng           | Bạc             | Đồng           |
| -------- | -------------- | --------------- | -------------- |
| Nam      | Thái Lan (THA) | Indonesia (INA) | Việt Nam (VIE) |
| Nữ       | Thái Lan (THA) | Indonesia (INA) | Việt Nam (VIE) |